# Visskolan Västervik
Visskolan Västervik är en ettårig musikutbildning i Västervik med inriktning mot visa. Utbildningen omfattar bland annat komponerande, textskrivande, scenframträdanden och branschkunskap. Etablerade visartister medverkar i undervisningens olika moment. Genom åren har bland andra Marie Bergman, Sven-Bertil Taube och Stefan Sundström varit gästlärare på Visskolan. Huvudman för utbildningen är Gamleby folkhögskola. 

## Historia
Visskolan startades 2002 i Västervik av Ingrid Hogman som ett avknoppningsprojekt till Visfestivalen i Västervik. Utbildningen flyttades 2012 till Gamleby folkhögskola i Gamleby. Läsåret 2017–2018 gjorde utbildningen ett uppehåll.